# شورلت سلتا
شورلت سلتا (به انگلیسی: Chevrolet Celta) خودرویی است که از سال ۲۰۰۰ تا سال ۲۰۱۵ تولید شده‌است.
طراحی آن موتور جلو-محور جلو بوده، طول آن در حالت طبیعی ۳٬۷۵۰ میلیمتر (۱۴۷٫۶ اینچ)، عرض آن در حالت طبیعی ۱٬۶۱۰ میلیمتر (۶۳٫۴ اینچ) و ارتفاع آن در حالت طبیعی ۱٬۴۳۰ میلیمتر (۵۶٫۳ اینچ) است.